# Margarita Arellanes
Margarita Alicia Arellanes Cervantes (Monterrey, Nuevo León; 30 de septiembre de 1976) es una política mexicana, exmiembro del Partido Acción Nacional, que se ha desempeñado como Delegada Federal de SEDESOL y ex Presidenta Municipal de Monterrey.

## Formación
Obtiene su Licenciatura en Derecho y Ciencias Sociales por la Universidad Autónoma de Nuevo León en el año 2001.
Durante su carrera universitaria en la Facultad de Derecho, se desempeña en el área de juicios Mercantil, Civil y Familiar. Participa, en 1997, en la Secretaría de la Contraloría del Gobierno del Estado de Nuevo León; en el Registro Público de la Propiedad del Gobierno del Estado de Nuevo León colabora como Asesora Jurídica hasta 1999; analista política en la Dirección de Desarrollo Político de la Secretaría General de Gobierno del Estado de Nuevo León.

## Carrera política
Margarita Arellanes ocupó cargos en diversas dependencias de 1997 al 2000.
Asesora Jurídica del Grupo Legislativo del Partido Acción Nacional en el Congreso del Estado de Nuevo León, teniendo entre sus principales responsabilidades el estudio y análisis de los asuntos de la competencia de las Comisiones de Legislación y Puntos Constitucionales, de la Comisión de Justicia y Seguridad, y de la Comisión de Gobernación hasta 2003.
Es miembro del PAN desde 2001, inicia labores en la SEDESOL en el 2004; el 16 de noviembre de 2006 es designada Delegada Federal de esta dependencia hasta febrero de 2012 cuando deja su cargo para postularse como candidata por el PAN a la Presidencia Municipal de Monterrey.
En abril de 2018 el Partido del Trabajo anunció que Margarita Arellanes ocuparía el segundo lugar en la lista de diputaciones plurinominales, generando controversia por su pasado político.

## Alcaldía de Monterrey

### Elecciones de 2012
El 1 de julio de 2012 en las elecciones estatales de Nuevo León, obtiene el 51.7% de la votación registrada, convirtiéndose en presidenta municipal electa de Monterrey así como la primera mujer en obtener el cargo desde su fundación para el período de 2012 a 2015.

### Alcaldesa de Monterrey
Una de las primeras acciones que realizó como alcaldesa fue poner al mando Marinos, en las áreas más vulnerables en el tema de seguridad, un contraalmirante como comisario de la Policía de Monterrey otro como secretario de Vialidad y Tránsito así como también uno más en la Dirección de Espectáculos y Alcoholes.
A finales de 2013, y en presencia de integrantes del Cabildo y del líder nacional del PAN Gustavo Madero, Arellanes Cervantes rindió su Primer Informe de labores destacando la creación de la nueva Policía Municipal de Monterrey; la participación de un marino al frente de la Secretaría de Policía para, de forma directa, atender los departamentos de Tránsito, Alcoholes y Comercio; y reportó la certificación que reciben los cadetes graduados de la Academia de Policía Municipal en Monterrey, a nombre de la Universidad de Ciencias de la Seguridad.
A principios de 2014, posterior a su Primer Informe de actividades, Margarita Arellanes presentó la iniciativa ante el Congreso de Nuevo León para lograr que los estudiantes de niveles Medio Superior y Superior tengan acceso gratuito al transporte público durante su época estudiantil, con el objetivo de brindar ahorro a las familias y abonar en la disminución de la deserción escolar en Nuevo León. La edil destacó ante los medios de comunicación que esta práctica ya se aplica en otras entidades como Jalisco.
En su Segundo Informe de Gobierno, Margarita Arellanes destacó, en materia de educación, la entrega de mochilas y útiles escolares a más de 210 mil niños regiomontanos, desayunos escolares, la construcción de clubes de tareas para niños de nivel primaria y secundaria.

## Controversia

### No respetar lalaicidaddel estado
En junio de 2013, después de un breve discurso religioso, "entrego la ciudad de Monterrey a Jesucristo", este evento ocasionó controversia, ya que se le acusó de no respetar la laicidad del estado.

### Autopromoción
Durante 2014 se le acusó de promocionarse, aunque la ley lo prohíba, con el uso de sus iniciales en un logotipo y eslogan de su administración en diversos productos y calcomanías:
"A mitad del camino, Monterrey es MA's"
Al usar un apóstrofo en lugar de un acento como en el caso de más o MÁS, está haciendo alusión a sus iniciales: Margarita Arellanes. Esto se debía, según expertos, al próximo inicio del período electoral en el estado, ya que en las Elecciones de 2015 se elegirá al nuevo gobernador del estado, y de la misma manera, otros políticos de la entidad han copiado el método. Sin embargo, ella ha negado que se promocione y que son solo suposiciones fuera de la realidad, a continuación su contundente argumento:
"Monterrey se escribe con M, no es posible que relacionen siempre que si ponemos Monterrey por la letra M, en fin, son ya suposiciones que están muy lejos de la realidad. Monterrey se escribe con M desde que nací. Te repito: Monterrey se escribe con M desde que nací".
Los consejeros de la Comisión Estatal Electoral de Nuevo León (CEENL) resolvieron, por unanimidad, como infundada una denuncia que se realizó en contra de Arellanes por la campaña de MA's.

### Licencia al cargo
El 24 de diciembre de 2014 solicitó licencia al cargo de Presidente Municipal para contender por la candidatura a Gobernadora por su partido en las Elecciones de 2015, incumpliendo de esta manera su promesa de no renunciar al cargo para buscar otro de representación popular. El 15 de febrero de 2015, al finalizar la contienda interna del Partido Acción Nacional en Nuevo León, la presidente municipal con licencia Margarita Arellanes pierde ante el exalcalde Felipe de Jesús Cantú Rodríguez la candidatura de su partido, regresando a la alcaldía el 19 de febrero de 2015 para terminar su período al cargo.